# Mantidactylus cowanii
A Mantidactylus cowanii  a kétéltűek (Amphibia) osztályába és  a békák (Anura) rendjébe, az aranybékafélék (Mantellidae) családjába tartozó faj. 

## Előfordulása
Madagaszkár endemikus faja. A sziget középső-keleti hegyvidékén honos. Általában esőerdőkben vagy másodlagos erdőkben, tiszta vizű sziklás vízfolyások körül, időnként a madagaszkári fennsík nyílt szavannáin fordul elő.

## Megjelenése
A Hylobatrachus alnem többi fajánál nagyobb méretű Mantidactylus faj. Háta nagyrészt fekete színű, fehér pettyekkel. Bőre sima.

## Természetvédelmi helyzete
A vörös lista a mérsékelten fenyegetett fajok között tartja nyilván. Ritka faj, egyedszáma csökkenő tendenciát mutat. Bár elterjedési területe nagy, nagy mértékben függ a gyors folyású vizektől és vízesésektől, ezért előfordulása szűk helyre szorítkozik. Bár némileg alkalmazkodóképes, nem viseli a szélsőséges erdőirtást vagy a tiszta víz hiányát. Két védett területen, az Andasibe-Mantadia Nemzeti Parkban és az Ambohitantely Rezervátumban fordul elő.